# Le Mont-sur-Lausanne
Le Mont-sur-Lausanne – miejscowość i gmina (commune) w zachodniej Szwajcarii, w kantonie Vaud, w okręgu (district) Lozanna.

## Demografia
W Le Mont-sur-Lausanne mieszka 9291 osób. W 2021 roku 27,9% populacji gminy stanowiły osoby urodzone poza Szwajcarią.

## Transport
Przez teren gminy przebiegają autostrada A9 oraz drogi główne nr 139 i nr 150. 